# Калале
Калале (фр. Kalalé) — коммуна, округ, город Бенина. Площадь 168 882 км², население 100 026 человек (2013).

## География
В Калале климат саванны типа Aw по классификации Кёппена со средней температурой 27,8 °C и количеством осадков около 904,9 мм в год, что намного больше летом, чем зимой.
На территории муниципалитета растительность в основном состоит из лесистых, возвышенных и кустарниковых саванн. Наиболее распространены: Khaya senegalensis, Parkia biglobosa (нере), Ceiba pentandra (сыр), Combretum nigricans, Detarium microcarpum, Gardenia erubescens и Gardenia ternifolia.